# Пресвето сърце Исусово (Скопие)
„Пресвето Сърце Исусово“ (на македонска литературна норма: „Пресвето Срце Исусово“) е църква в Скопие, Северна Македония, съкатедрала на Скопската епископия на Римокатолическата църква.
Църквата е изградена в 1977 година, като неин архитект е Благоя Мицевски. На мястото на новата църква съществува стара със същото име, разрушена от земетресението в 1963 година. В олтара на старата църква е рисувал Димитър Папрадишки.